# Numana
Numana est une commune italienne d'environ 3 800 habitants, située dans la province d'Ancône, dans la région Marches, en Italie centrale.

## Géographie
Numana est une ville côtière centrale de l'Adriatique, située au pied sud de Mont Conero. 91,8 % de la superficie se trouve dans le parc naturel régional du Conero.
La vieille ville est souvent appelée « Numana alta » car elle se trouve au sommet d'une falaise surplombant la mer et peut être décrite comme étant en continuité avec la colonie de Sirolo, tandis que « Numana bassa » comprend la zone autour du port. La plage de « Numana alta » comprend deux baies formées près de la falaise : la plage de Spiaggiola et les frères et la plage de « Numana bassa » qui s'étend au sud du village portuaire de Marcelli. La partie intérieure du territoire est principalement vallonnée et à l'embouchure de la rivière Musone, une zone humide de grande valeur naturelle et environnementale.

### Tourisme
Le Sanctuaire du Crucifix (Santuario del Crocifisso) a été construit en 1968 pour remplacer un bâtiment antérieur, attribué à Pellegrino Tibaldi. Certaines des fresques de la voûte du peintre Andrea Lilio ont été conservées ainsi qu'un crucifix en bois, qui a probablement été transporté par Charlemagne comme un cadeau pour le pape Léon III, mais en raison d'une tempête, l'empereur a été obligé de rester dans la ville et de l'abandonner sur place, après quoi il a été retrouvé en mer après un tremblement de terre. Contrairement à l'église baroque de Saint Jean-Baptiste, l'église moderne a un socle avec une flèche octogonale et l'entrée principale est située avant le Palais des évêques, siège de la ville de Numana.
Le palais épiscopal appartenait à des familles nobles à Rome et fut ensuite acheté par les évêques d'Ancône comme résidence d'été. Aujourd'hui, c'est l'hôtel de ville et accueille des expositions.

L'« Arco di torre » et l'aqueduc témoignent de la présence romaine. L'arc est le vestige d'une tour (basse après le tremblement de terre de 1930) et servait d'avant-poste pour empêcher les envahisseurs de la mer Adriatique, tandis que l'aqueduc, agrémenté d'une fontaine, fournissait de l'eau à la ville jusqu'à il y a quelques décennies.

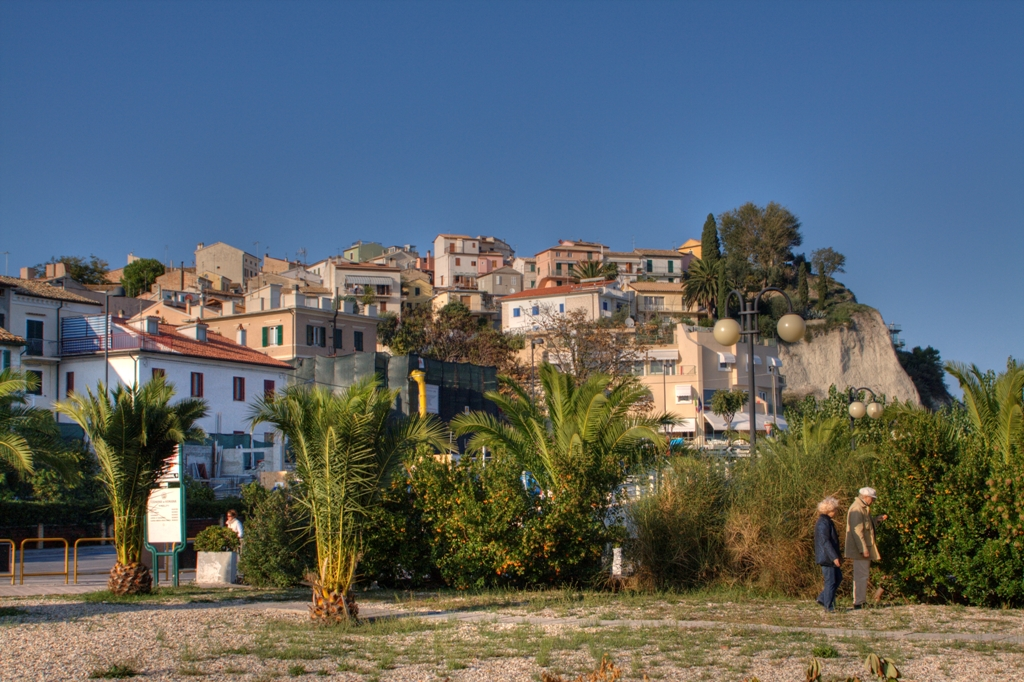
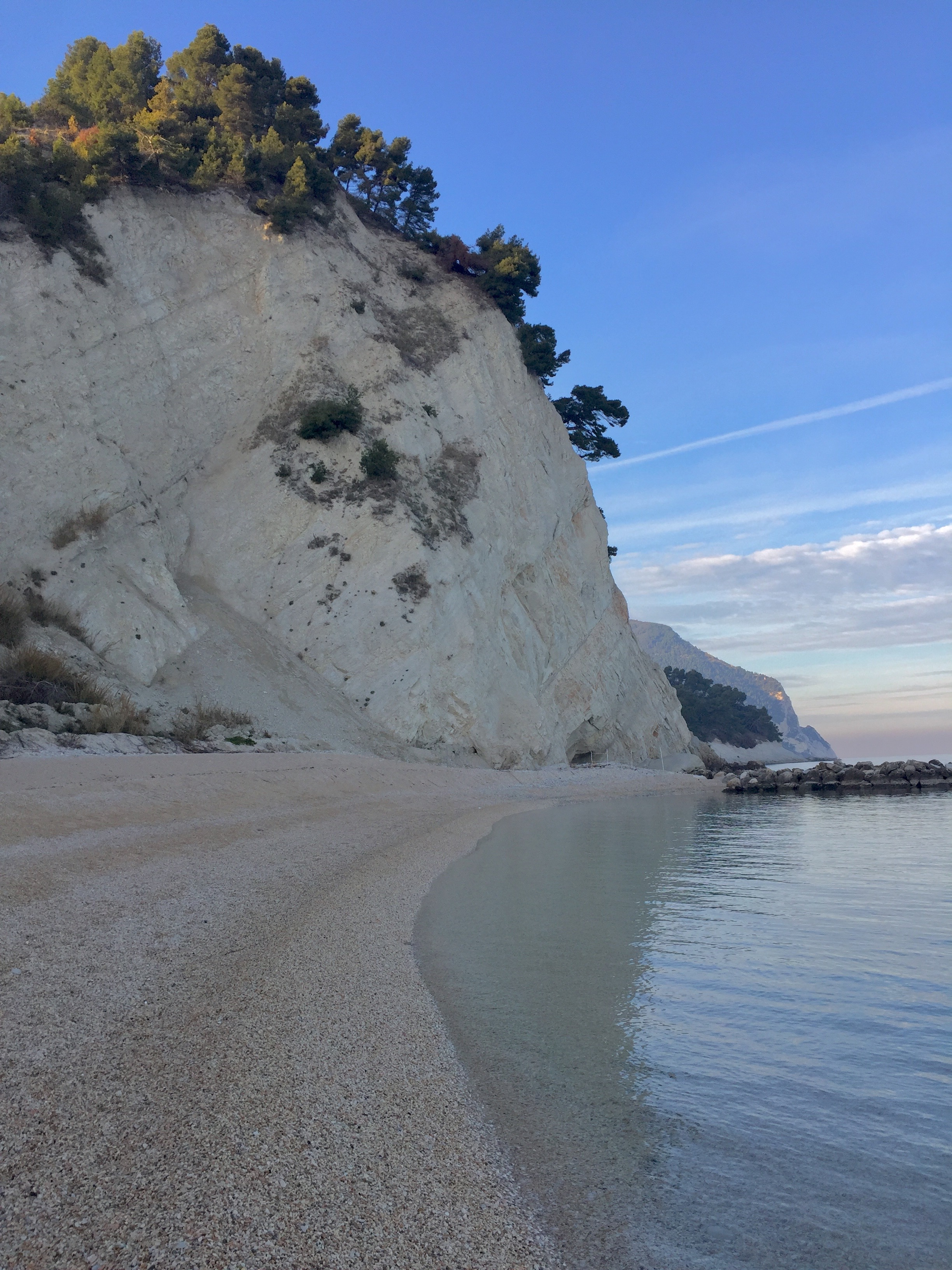
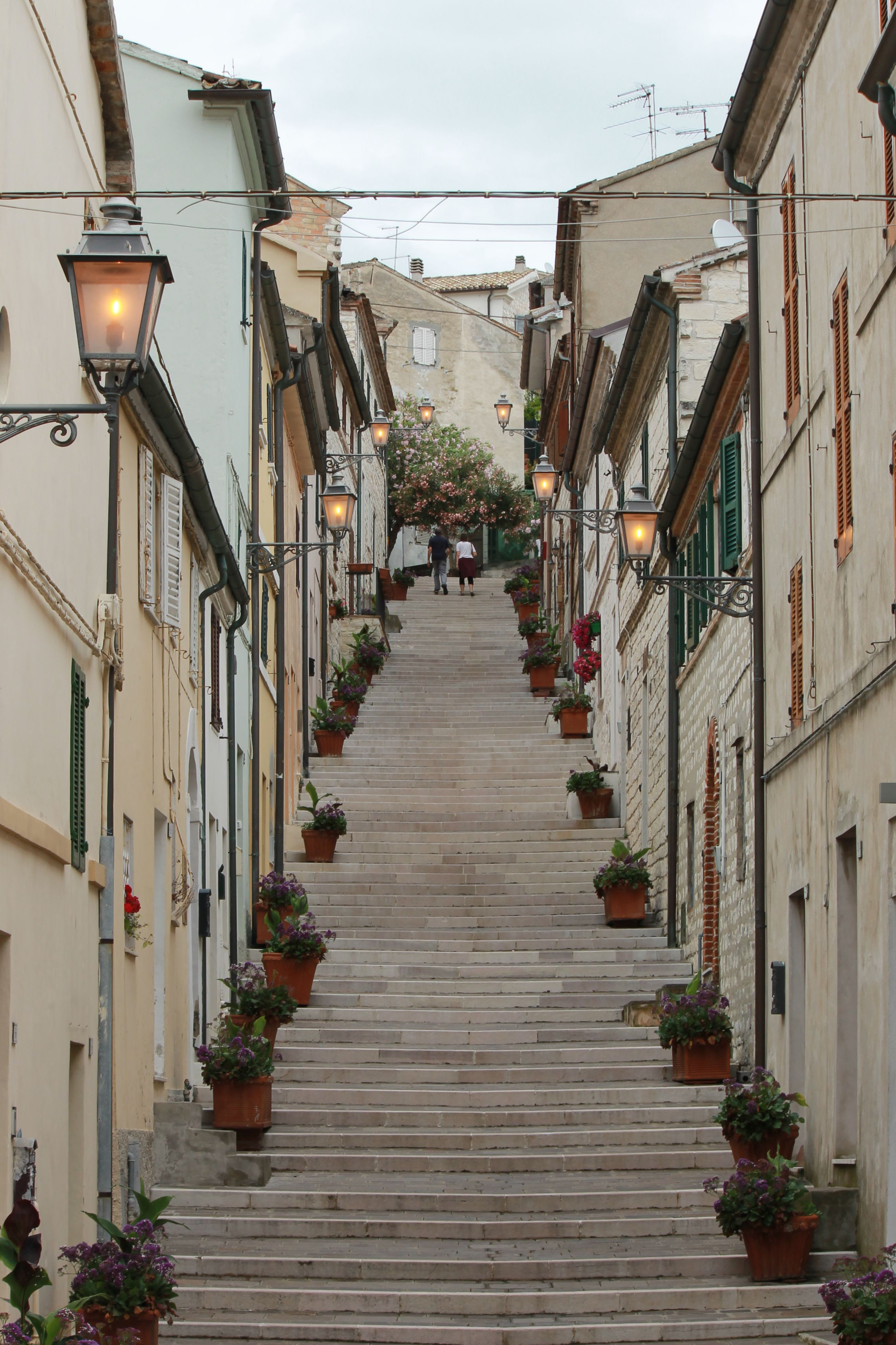
La Costarella, Numana

## Histoire
La plupart des érudits considèrent que Numana a été fondée par des gens d'origine sabine, mais Pline l'Ancien a attribué sa fondation aux Siculis. Quelle que soit son origine, c'était un important point d'échange commercial aux VIe et Ve siècles avant Jésus-Christ. Vers 500 av. J.-C, l'expansion du pouvoir romain, la fondation et la croissance ultérieures d'Ancône conduisirent à la décadence de Numana. Cependant, la ville a maintenu une certaine importance, devenant au Ve ou VIe siècle un siège épiscopal.
Au Moyen Âge, la ville est appelée Humana, « Umana » en orthographe italienne moderne et sous ce nom apparaît dans des traités, alliances et autres documents. En 1404, la ville est passée sous le contrôle d'Ancône et en 1432, le diocèse a été uni à celui d'Ancône. En 1553, les évêques d'Ancône devinrent aussi les souverains civils d'Umana et héritèrent ainsi du titre de « Conti di Umana ». Aux XIXe et XXe siècles, la ville a repris son nom antique de « Numana ».

## Administration
| Période                                  | Période  | Identité        | Étiquette | Qualité      |
| ---------------------------------------- | -------- | --------------- | --------- | ------------ |
| 8 juin 2009                              | En cours | Marzio Carletti |           | lista civica |
| Les données manquantes sont à compléter. |          |                 |           |              |

### Communes limitrophes
Castelfidardo, Porto Recanati, Sirolo